# 泥棒猫のダスティー
泥棒猫のダスティー（どろぼうねこのダスティー）とは、2011年初頭に「窃盗行為」で悪名を轟かせたスノーシューの飼い猫である。
米国CBSの番組 Late Show with David Lettermanで取り上げられた2011年2月現在で、ダスティーが盗んだものは洗車用スポンジ16個、スポンジ7つ、布巾213枚、手拭い7枚、タオル5枚、靴18足、靴下73足、グローブ100個、ミトン1組、エプロン3枚、ボール40個、下着4組、犬用の首輪1個、ゴム製のおもちゃ6つ、ブランケット1枚、レッグウォーマー3足、フリスビー2枚、ゴルフクラブのカバー1つ、防塵マスク1枚、メッシュのバッグ2つ、水風船1袋、パジャマのズボン1枚、水着8着、その他雑多なもの8つに上った。
彼が泥棒猫の異名を持つに至ったのは、彼が夜中に歩きまわる庭から600点もの品々を持ち帰った後のことである。飼い主によると1度の犯行での最高記録は11点だという。ダスティーはブラジャーを持ち帰るところをカメラに押さえられている。

## 幼年期
ダスティーは2006年3月20日生まれのスノーシューで、カリフォルニア州サンマテオに住んでいる。彼は動物の保護活動を行うNPO組織であるPeninsula Humane Societyからジーン・チューとジム・コールマンによって引き取られた。
2歳頃までは特に変わったこともなかったが、2008年に入ってから家のおかしなところに見知らぬものがあることに飼い主が気づき、2人は飼い猫がそれらを持ってきているのではないかと疑い始めた。結局この疑いは正しかった。

## 悪名
ダスティーの盗みが始まったのは2008年だが、自宅の周りよりも外に悪名を轟かせることになったのは、アニマルプラネットの番組「にゃんこを追って〜全米横断の旅〜」で彼の「悪行」が放映された2011年2月になってからであった。「にゃんこを追って〜全米横断の旅〜」の撮影班は動体検知機能のついた暗視カメラを仕掛け、ダスティーが戦利品を持ち帰る場面を撮影することに成功した。アニマルプラネットの報道は他局にも広がり、2011年2月14日には米国ABC系列のKGO-TVのヴィック・リーが取り上げ、同22日にはLate Show with David Lettermanでダスティーが取り上げられるに至った。

## 文化との関係
レターマンの番組やその他の全国ニュースに取り上げられてから、ダスティーはアメリカと世界のちょっとした有名猫になった。彼はサンフランシスコ・ベイエリアの地域行事に多数出演している上、国内外の様々な報道機関でも多く取り上げられている。2011年5月にはレッドウッドシティのペットパレードで大トリであるグランド・マーシャルを務め、2011年6月にはPeninsula Humane Societyの寄付集めのイベントにも登場した。 
アニマルプラネットのドキュメンタリー用に撮影された猫視点の映像のため、ダスティーの犯行が3分ほどの特典映像として2011年の映画「長靴をはいたネコ」のDVDに収録された。特典映像のタイトルは”泥棒猫”である。
ダスティーはPeninsula Humane Societyの動物保護施設から引き取られた里子だったため、2011年7月に開催された年次の大譲渡会ではまるで有名人が登場したかのような扱いを受けた。いくつかの持ち主不明の盗品が展示され、寄付と引き換えに譲渡された。
ダスティーのファンが彼の発見物をすぐに把握できるよう、飼い主はダスティーのフェイスブックのページを運営し、彼が持ち帰った品々を写真で投稿している。